# 広島レモン

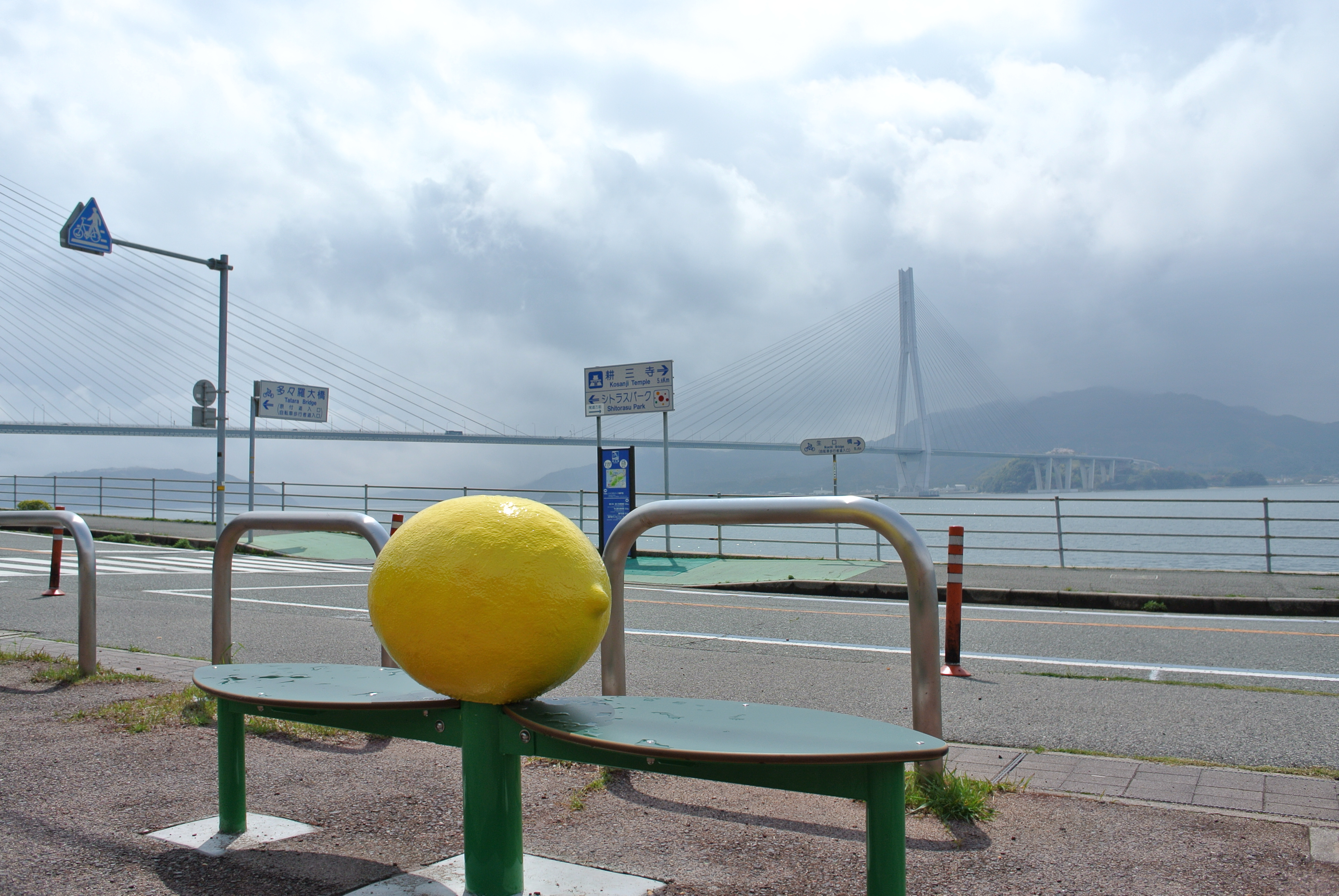
生口島レモン谷にあるオブジェ

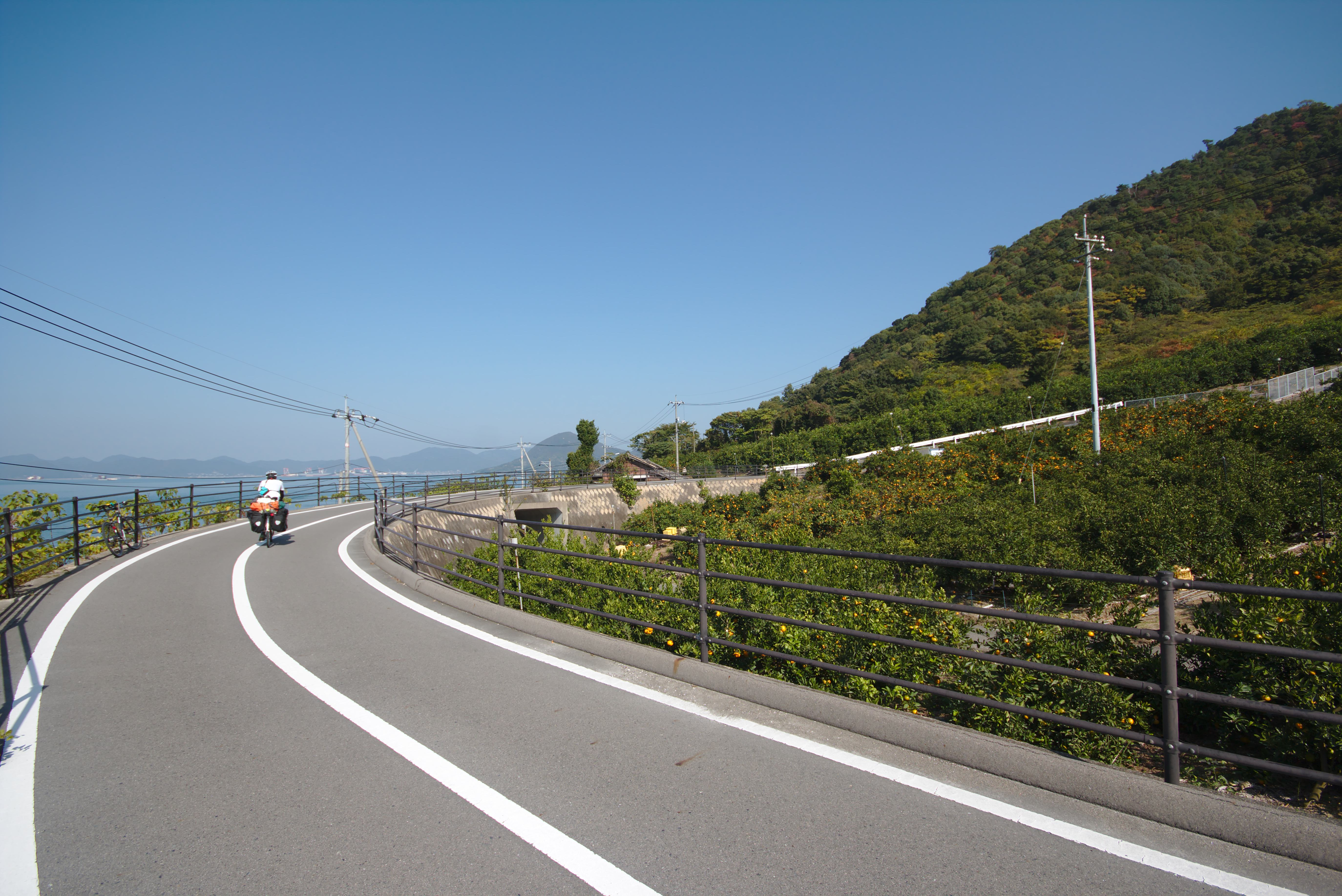
生口島レモン谷

広島レモン（ひろしまレモン）は、広島県で生産されているレモン。瀬戸内広島レモン、瀬戸内レモン（せとうちレモン）とも。
栽培は100年以上の歴史を有し、2020年時点で、全国生産量の約60%を占める。

## 概要
2012年の広島県の観光キャンペーン「おしい！広島県」で「日本一と知らなんだ、広島レモン、おしい！」と自虐的に歌われるなど、当時は知名度の低い広島レモンだったが、同キャンペーンを皮切りに、広島県の音頭取りで多種多様なブランド化の取組みが行われ、関係者一丸となって知名度を上げる取組を進めて、マスメディアに積極的にPRした。2013年に広島で開催された第26回全国菓子大博覧会は、菓子・食品業界の商品開発意欲の喚起に大きな役割を果たしたといわれる。レモンの汎用性が非常に高かったこともあって、大手食品メーカー等に使用されるケースも増え、2015年頃からブームとなり、｢広島県といえば、レモン｣イメージが定着し、短期間で広島の新名産になった。レモンの爽やかなイメージが広島県のブランドイメージの向上にも大きく役立った。2018年10月、リクルート住まいカンパニー調査による広島県民が考える「広島の街 ご当地自慢ベスト20」では第4位にランクインした。
近年の広島のレモン推しは凄く、東京銀座の広島県アンテナショップ「TAU」も、2022年7月のリニューアルにあたり「瀬戸内レモン」をイメージしたレモンイエローで店内を統一している。
国産レモンを「瀬戸内 広島レモン」というネーミングにしたことで広く浸透し、ブランディングに成功。様々なアイテムで商品開発され、ただの「レモン味」ではなく、「瀬戸内 広島レモン」というブランドに高め、ブームに終わらず、国産レモン商品の信頼度アップ・おいしさの象徴にした功績は大きい、等と評価され、「日本観光特産大賞2021」においてグランプリを受賞した。
2023年には「せとだエコレモングループ」が、農林水産省主宰の第62回農林水産祭に於いて「消費者の安全・安心志向に対応した皮まで食べられるレモンの安定供給を実現させた」等、多くの取り組みが評価され、天皇杯を受賞した。
広島県果実農業協同組合連合会（JA広島果実連）によって地域団体商標申請され2008年認定。同県内の地域ブランドに大長レモン（おおちょうレモン）がありこちらはJA広島ゆたかによって地域団体商標申請され2009年認定されている。本項ではそれを含め同県内で栽培されているレモンについて述べる。

## 特徴
日本のレモンの食料自給率は1割を越えるかそれに満たないほどで、国内に流通しているレモンのほとんどが外国産である。自給率が上がらない理由にはいくつかあるが、一つには国内ではレモンが栽培できる気候条件に合う場所は限られていることが挙げられる。しかし、外国産レモンは輸送に時間がかかることから、未成熟のまま防カビ剤や防腐剤が使われた状態で船積みされるのに対し、国産レモンはその薬剤は使用せず、完熟した新鮮なものを市場に出せるという大きな強みがある。年々食の安全が注目されていったことにより、需要が高まっている。
その中で広島レモンは、栽培面積・生産量共に日本一であり、現在流通する国産レモンの6割を占めている。減農薬あるいは無農薬で栽培され防腐剤やワックスは使用していないため、安全に皮ごと食べられる。季節関係なく一年中生のレモンを食べられる体制を確立している。初めて栽培されたのは明治時代であり、1964年輸入自由化により壊滅的な状態にまで落ち込んだが、食の安全性からその存在が見直され、2000年代に入り地域ブランド化・6次産業化に向けて、産官民連携で積極的に栽培普及および広報活動を行っている。

## 背景

### 地理

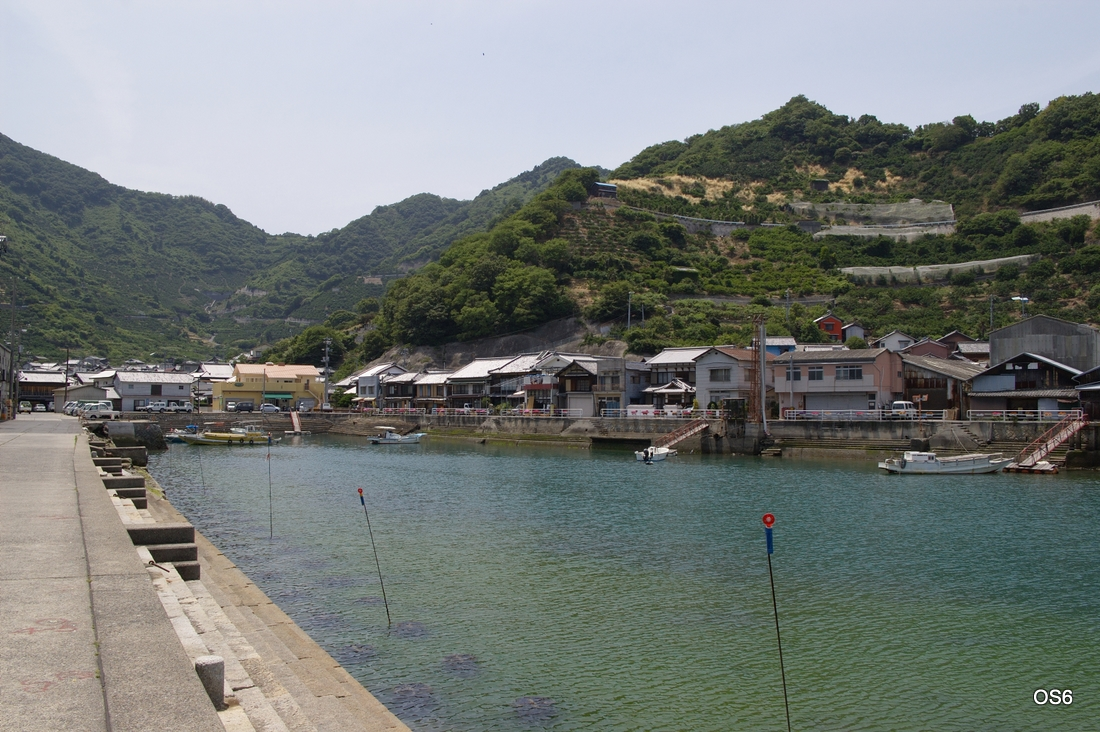
大長地区。斜面で柑橘栽培が行われている。左奥の黄色や右端の大きめの船は「みかん船」と呼ばれる運搬用の農船で、島の中だけでは土地が足りないために、近くの島に設けた畑にその船で行く出作が行われていた。

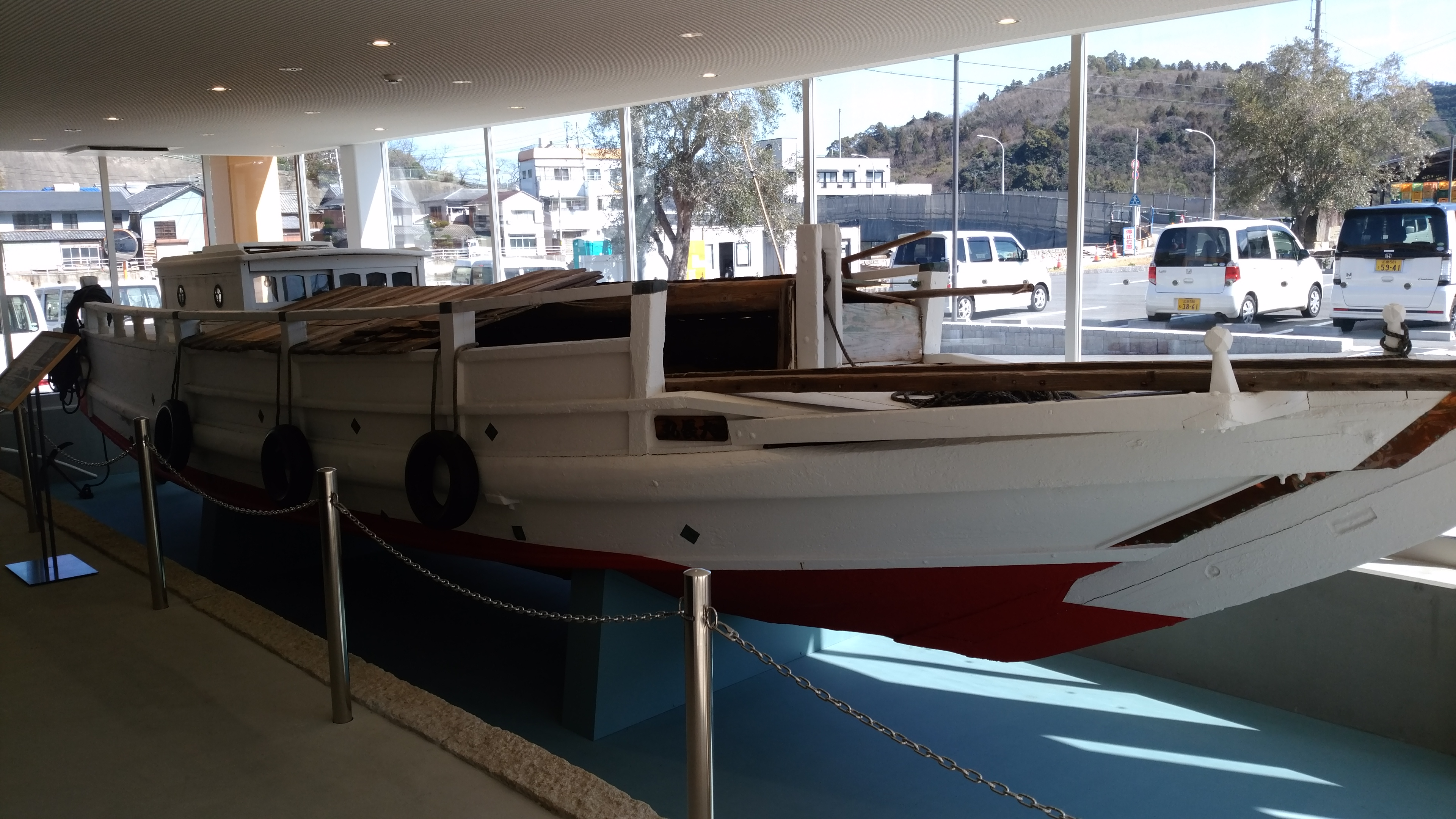
保存されている、みかん船の「大長丸」

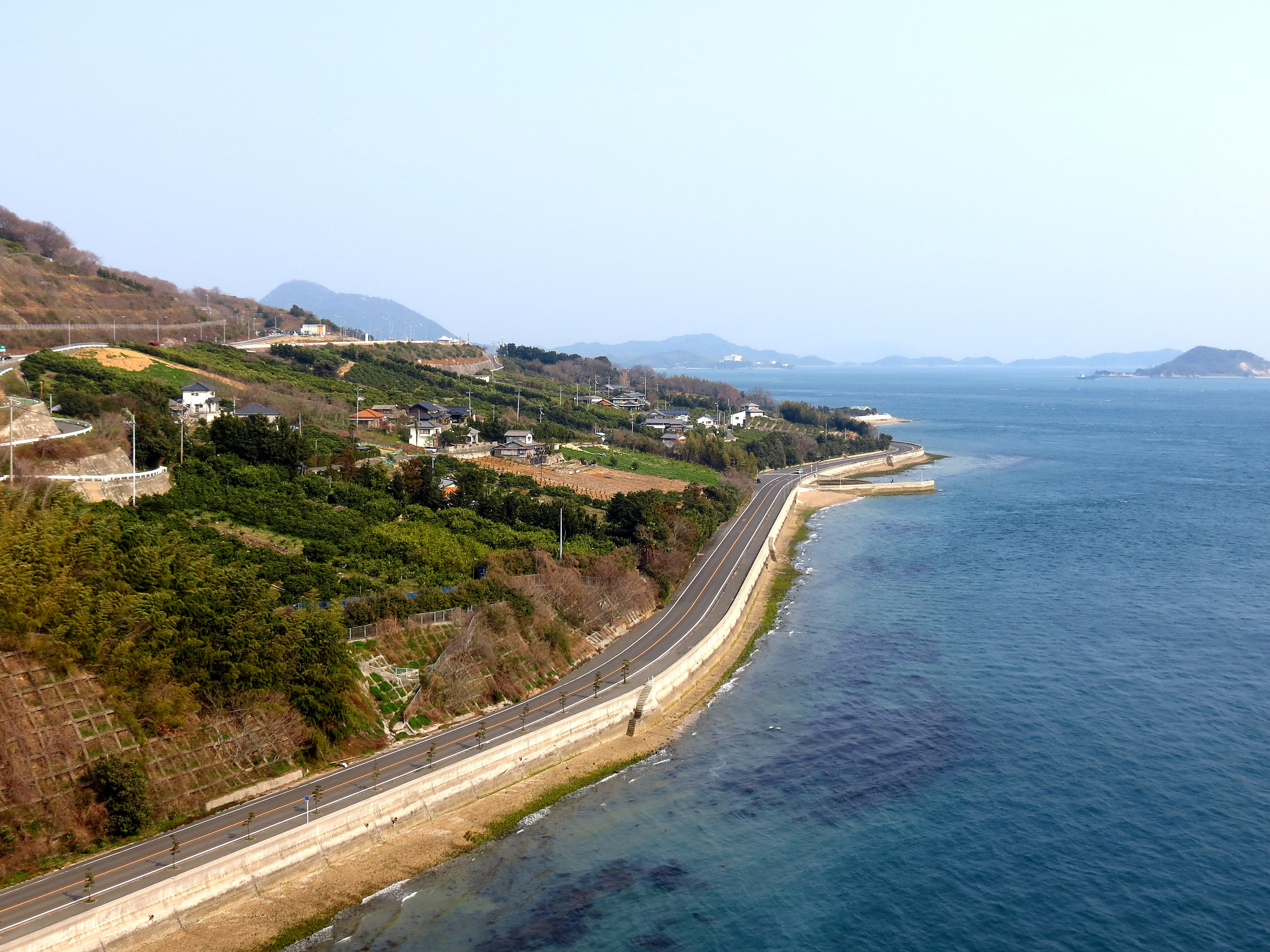
瀬戸田PA付近。斜面で柑橘栽培が行われている。

広島県内でのレモンの産地は瀬戸内海沿岸部、特に芸予諸島内にある。具体的には東から、尾道市・三原市の芸備群島、豊田郡上大崎群島、東広島市大芝島、呉市下大崎群島・蒲刈群島、呉市と江田島市の安芸群島、にあたる。
このうち特に産地として有名なのが、呉市豊町大長を中心にJA広島ゆたか管内の大崎下島・豊島・大崎上島で栽培されている「大長レモン」、尾道市瀬戸田町JA三原管内の生口島・高根島で栽培されている「瀬戸田レモン」（せとだレモン）である。大長は広島県におけるレモン栽培発祥の地であり生産面積で見ると3島分である大長レモンが日本一である。島単体で見ると生口島で最も生産されており多々羅大橋近辺の垂水地区にはレモン谷と呼ばれる一大産地がある。これらの地理的特徴は以下の通り。
- 気候は瀬戸内海式気候であり、年間を通じて温暖で梅雨や台風を除くと降水も少ない。台風自体も少ない。さらに海水は一度温まると冷めにくいため、島全体の気温が下がりにくい[出典 25]。
- 平野が狭く、海岸付近まで丘陵が迫っている[38]。地質はほぼ花崗岩とその風化残留土であるまさ土であり、水はけはいい[出典 26]。海辺に近い狭い平野では米作が難しかったため古くから製塩が盛んで、近代に入り新しい産業としてミカン・ネーブルオレンジ・ハッサクなどの柑橘栽培が取り組まれた。
- 大崎上島を除き、栽培されている島はしまなみ海道や安芸灘とびしま海道など離島架橋で繋がっている。つまり陸路のみで市場まで運搬できる。

この地域のみでレモンが育てられている理由は、熱帯起源の作物であるレモンは低温に極めて弱く、他の柑橘に比べて栽培できる気候条件が難しいためである。条件には、気温が氷点下3度になると枯死するため温暖な気候であること、レモン（リスボン種）の枝には長いトゲがあり強い風が吹くと葉や実を傷つけてカンキツかいよう病の原因となるため台風などの強風が吹かない地であること、水はけもよく霧の発生が少ないこと、などがある。そのため、国内でもレモンが育てられる適正地は少ない。
ちなみに大長は、広島県におけるミカン栽培発祥の地でもあり（地域団体商標大長みかん）、昭和30年代には国内の早生温州ミカンの4割を大長のものが占めていたことがあった。日本で初めて動力式柑橘選果機を導入した地であり、加島正人によって日本で初めてミカンの缶詰製造が始まった地である。アヲハタの廿日出要之進も大長の出身である。

### 普及

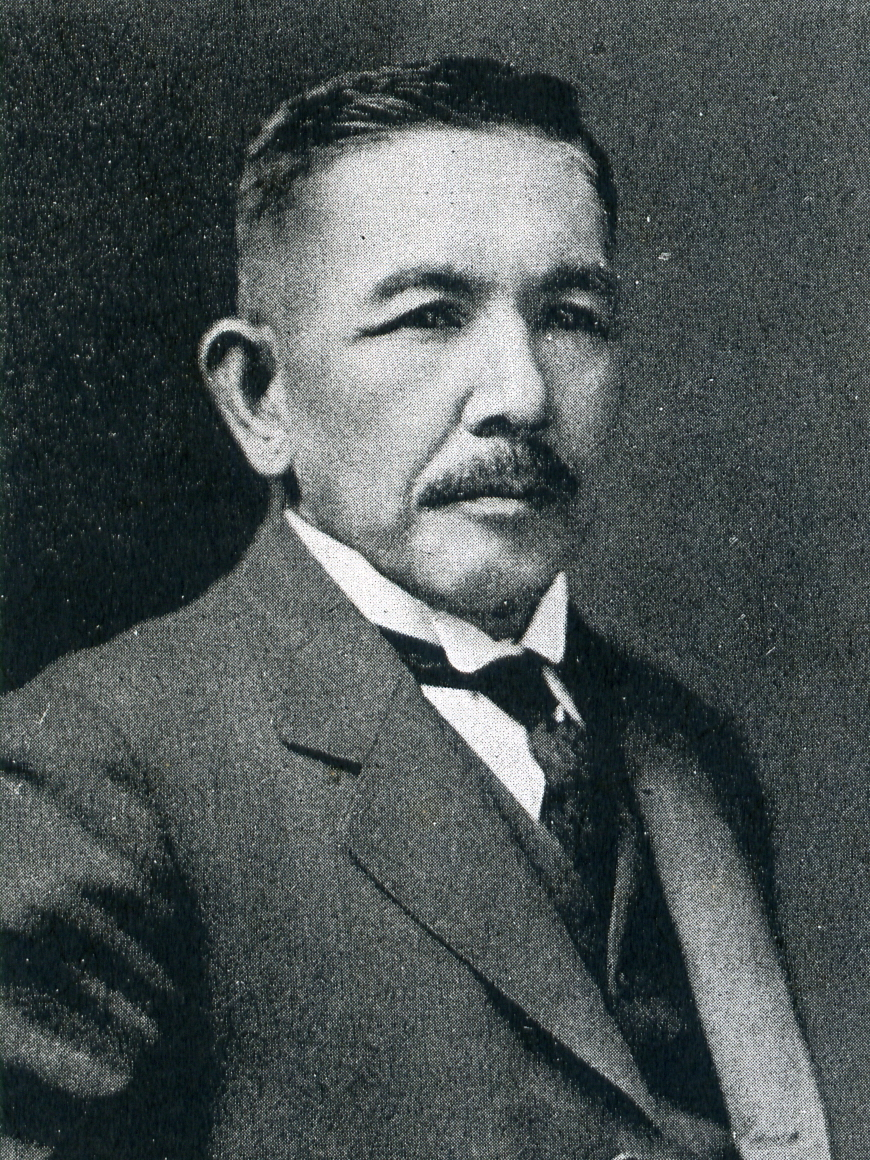
戦前、この地方で栽培される柑橘の海外輸出権獲得に尽力した望月圭介逓信大臣。広島県大崎上島出身。

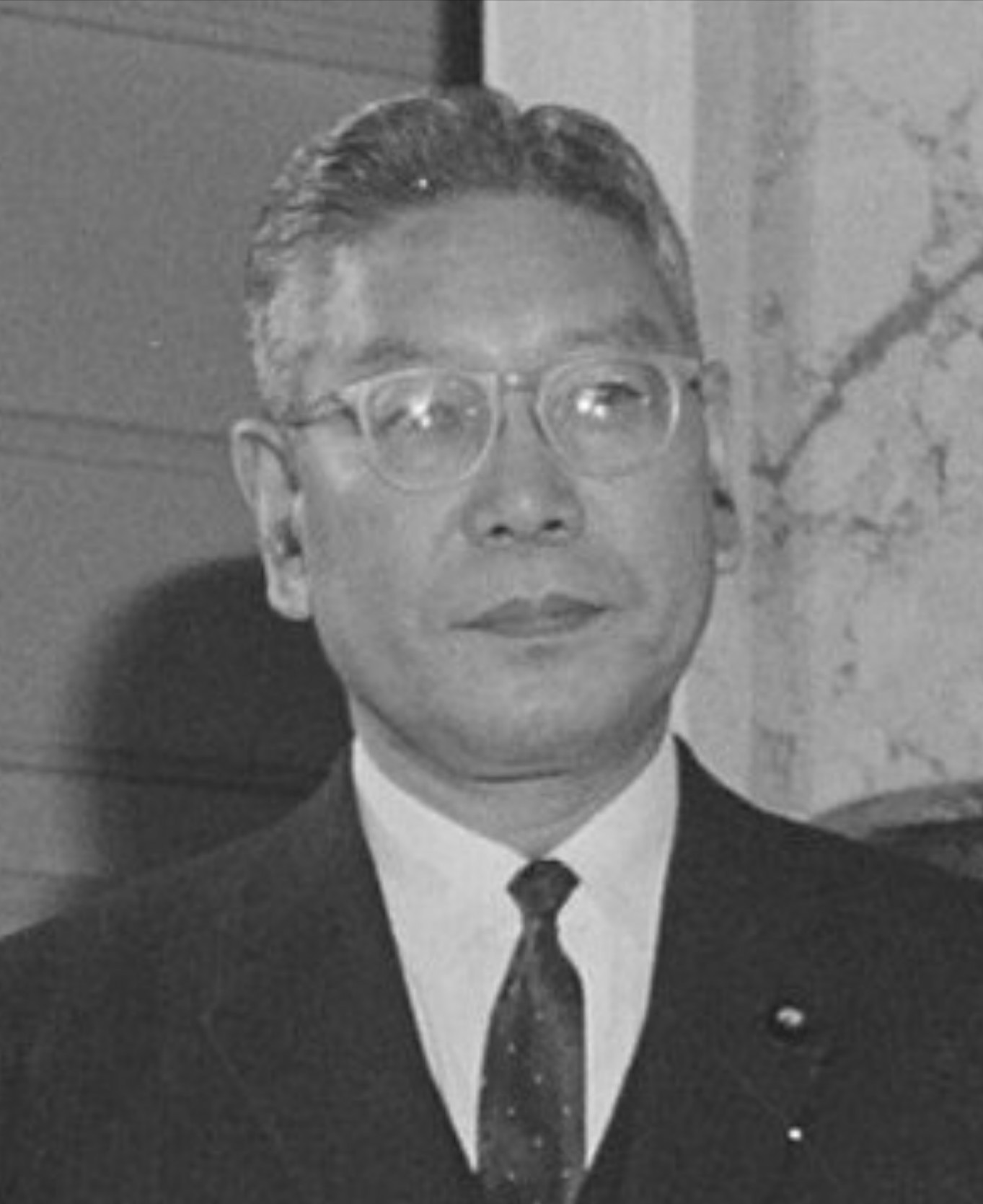
レモン輸入自由化に踏み切った池田勇人首相。広島県竹原市出身。戦後のこの地方の発展に大きく関与した人物でもある。

日本にレモンが伝わったのが1873年（明治6年）旅行中のイタリア人が熱海の旅館の庭に植えたのが始まりと言われている。
広島県には、1897年（明治31年）大長で植えられたもので、和歌山県から買ったネーブルの苗木にたまたまリスボン種のレモン苗木3本が混入していたことから試植したのが最初と言われている。食べ方がわからなかった農家は、大長の南にある御手洗に寄港する船乗りから教わったという。栽培面積は広がり、大正時代には海外に輸出されていたこともあった。瀬戸田には少し遅れて1928年（昭和3年）から始まる。この頃から瀬戸田をレモンの産地にしようと増殖が図られた。ただしこれらの地も含め瀬戸内の島嶼ではあくまでミカンやハッサク・ネーブル栽培が中心であった。
戦前の国産レモンは国際情勢の影響で外国産が輸入禁止となったことで需要が高騰した。本格的なレモンブームは戦後の1949年（昭和24年）からで、右肩上がりで価格は上がっていき、瀬戸内の沿岸部や島嶼では栽培面積が増えていった。1953年（昭和28年）には広島県の生産量は日本一となり、1963年（昭和38年）には生産量800トンを超えるまでに拡大し、国産レモンの半数以上を占めるようになった。
当地を選挙区（旧広島2区）に持つ池田勇人首相が、通産官僚や当地のレモン農家の抵抗をはねのけて1963年（昭和38年）レモンの貿易自由化に踏み切り、アメリカ産サンキストレモンの輸入が始まり、1970年（昭和45年）レモン果汁も自由化となり、価格競争に負けた国産レモンは壊滅的な状況となった。さらに1976-77年寒波（昭和52年豪雪）、1980-81年寒波（五六豪雪）で多くのレモンの木が枯死し、減反してしまった。大長においては一時はごく僅かな生産者が観光みやげ物用に栽培している程度であったという。
そこで1980年代以降になって、広島県内の農協 (JA) はレモン増産に踏み切る。これには以下の要因があった。
- 1975年（昭和50年）4月、輸入レモンから当時の日本では発がん性・遺伝毒性があるとして使用が認められていなかった防カビ剤OPPが検出されたことにより「日米レモン戦争」と呼ばれた社会問題が起こる[出典 35]。当時の日本で流通するレモンは90%がアメリカ産で[46]、完全な対米依存食品[46]。価格は1個50円前後だったが[46]、騒動で一時500円にまで跳ね上がった[46]。価格が安くなっていたことで美容液にまで使われていたため大騒ぎになった[46]。そこで消費者グループや生活協同組合を中心に安全なレモンを欲する声が挙がるようになり[出典 36]、一躍脚光を浴びたのが広島産レモンだった[46]。それまで「皮が厚いの、大小があるの」と難癖を付けられ、厄介者扱いされ[46]、生産はピーク時から10分の1にまで減少していた[46]。作っても売れないため、風呂に入れたたり、畑のスミで自家用に作っている程度だったが、約10倍の値段がついた[46]。この騒動で「ミカンを見直す時」という論調も上がったが[46]、この年を境にそれまで瀬戸内地方で栽培が盛んだった温州ミカンの消費量は下降傾向が続いた[41]。
- この地域の主産品であるミカンは、1960年代に全国で増産されたことにより1970年代には供給過多となったこと、果物の多様化によりミカン以外のものも好まれるようになったこと、1970年代以降続いたオレンジの輸入枠拡大そしてついに1991年（平成3年）オレンジ輸入自由化となったこと、などによって年々生産調整に迫られていた[17]。つまり価格低迷の続くミカンよりも、需要があり産地特性を活かせるレモンの方が高い収益性を見込めた[出典 37]。
- 1970年代以降、生協広島・生協大阪が共同で広島果実連からレモンの購入を続けており、大口かつ確実な取引先を確保できていた[出典 38]。
- レモンは四季成り性、条件さえ整えば一年中実が取れる特徴があり、ミカンなど他の品目と栽培両立が可能である[出典 39]。従来の柑橘栽培＋収益性の高いレモンで収入が安定すれば、若者が帰農する可能性があるとして、後継者不足に悩む農家にとっては好材料であった[17]。
- 島嶼では近年鳥獣被害、特にイノシシによる農作物被害が深刻なものとなっているが、レモンはその酸味を鳥獣が避けることから被害が回避できる[17]。

1982年（昭和57年）生口島で全国に先駆けて全島でレモン増殖運動を展開したことにより生産量が増えていった。大長では1990年代から本格的に取り組まれ、その管轄であるJA広島ゆたかは2002年（平成14年）「レモン日本一産地化計画」を打ち出した。この中で栽培普及と安全性のある流通に加え、周年供給可能な技術開発、加工品目の増加を目指したた。広島レモンの本格的な広まりはこれが切っ掛けとされる。
広島果実連は2008年（平成20年）「広島レモンプロジェクト」を発足、同年「せとだエコレモン」が「安心！広島ブランド」広島県特別栽培農産物の認証を取得。2009年（平成21年）大長レモンが地域団体商標に認定された。そして県をあげて振興するため2012年（平成24年）に県の関係機関・各産地のJAで「広島レモン振興協議会」を発足、同年の県による観光PR「おしい！広島県」キャンペーンに合わせて積極的に広島レモンをアピールした。また2014年（平成26年）からは、「フレッシュレモンになりたいのぉ〜」をキャッチコピーにしているNMB48の市川美織を「広島レモン大使」として起用し、PR活動を展開。市川は広島県も根拠地とするSTU48発足後も大使としての活動を継続している。

### 技術革新
品種
国産レモンの代表品種は大きく分けて2つ、リスボン種とビラフランカ種になる。更に県内では管内の農家が改良育成した「石田系リスボン」「竹下系リスボン」「道谷系ビラフランカ」などが育てられている。
古くからリスボン種が主力であったがその幹には長いトゲがあり、これはかいよう病になる主原因であり、手入れや収穫の邪魔になるため栽培を嫌がる農家もいた。そこでJA広島ゆたか管内の農家・道谷勇一がビラフランカ種を改良育成した道谷系ビラフランカを栽培普及した。これは従来のものよりトゲの少なく小さい、かつ収穫量が多い特徴がある。
更に県農業技術センターはこの道谷系ビラフランカの自然交雑実生から三倍体を選んで育成した新品種｢イエローベル」を開発した。これは道谷系の特徴を持ちながら、コンパクトであるため収穫しやすい、種が極めて少ない、皮が薄い、などの特徴がある。栽培は2014年から始まっている。
MA包装
|              | 月 | 月 | 月 | 月 | 月       | 月       | 月 | 月 | 月 | 月 | 月       | 月 |
|              | 1  | 2  | 3  | 4  | 5        | 6        | 7  | 8  | 9  | 10 | 11       | 12 |
| ------------ | -- | -- | -- | -- | -------- | -------- | -- | -- | -- | -- | -------- | -- |
| 露地栽培     |    |    |    |    |          |          |    |    |    |    |          |    |
| ハウス栽培   |    |    |    |    |          |          |    |    |    |    |          |    |
| （包装）貯蔵 |    |    |    |    |          |          |    |    |    |    |          |    |
|              |    |    |    |    | 開 花 期 | 開 花 期 |    |    |    |    | 開 花 期 |    |

それまでの国産レモンの出荷スケジュールは、5月開花→9月グリーンレモン収穫出荷→12月イエローレモン収穫出荷→5月まで、というもので特に消費が増える夏場には対応できていなかった。これに周年供給を目指していたJA広島ゆたかが試行錯誤を始めるも、貯蔵技術が確立していなかった当時、6月7月ではよかったが8月9月になると腐敗が多くなり外観の品質も低下していた。
そこで2004年から産官民の連携で研究が始まり「MA包装を用いた長期貯蔵技術」を確立した。これはレモン1個丸ごとを鮮度保持効果のあるフィルムで包装し特殊な温度管理を行うことで長期貯蔵を可能にしたもので、従来9月までの腐敗率は4割ほどであったものがこの技術導入により1割以下にまで抑えることに成功した。市場には2006年から出回っている。
ハート型
瀬戸田で栽培されているレモン。6月下旬から7月頃の若い柔らかい状態のレモンに型枠を付けて成熟した10月以降に出荷される。
きっかけは偶然ハート型に育ったレモンを見た農家が量産できれば付加価値を見いだせると独自に研究したもので、成功率が低かったため2011年から県立総合技術研究所西部工業技術センターが型枠研究に着手し3Dプリンターを用いて理想の形状および取り付けしやすい型枠を完成した。

## 収穫量
農林水産省 特産果樹生産動態等調査より。なお1969年まではいよかん、はっさくも含む。
| 年度 | 収穫量(t) | 収穫量(t) | 収穫量(t) | 備考                   |
| 年度 | 000000    | 全国      | 広島      | 備考                   |
| ---- | --------- | --------- | --------- | ---------------------- |
| 2013 |           | 9,446     | 5,753     |                        |
| 2012 |           | 8,681     | 4,946     |                        |
| 2011 |           | 6,582     | 3,287     | 平成24年の大雪         |
| 2010 |           | 6,629     | 3,402     | 平成23年の大雪         |
| 2009 |           | 9,410     | 5,542     |                        |
| 2008 |           | 7,594     | 4,291     | 地域団体商標登録       |
| 2007 |           | 6,187     | 4,064     |                        |
| 2006 |           | 4,916     | 2,994     |                        |
| 2005 |           | 4,827     | 2,992     |                        |
| 2004 |           | 4,932     | 3,205     |                        |
| 2003 |           | 4,007     | 2,492     | 平成15年台風第10号     |
| 2002 |           | 4,194     | 2,672     |                        |
| 2001 |           | 4,455     | 2,832     |                        |
| 2000 | -         | -         | -         |                        |
| 1999 |           | 2,832     | 1,493     | 6.29豪雨災害・台風16号 |
| 1998 |           | 3,523     | 2,109     |                        |
| 1997 |           | 3,449     | 2,020     |                        |
| 1996 |           | 2,791     | 1,505     |                        |
| 1995 |           | 2,768     | 1,500     |                        |
| 1994 |           | 2,646     | 1,458     |                        |
| 1993 |           | 2,482     | 1,219     |                        |
| 1992 |           | 2,169     | 1,178     |                        |
| 1991 |           | 1,707     | 1,061     | 平成3年台風第19号      |
| 1990 |           | 2,027     | 1,139     |                        |
| 1989 |           | 1,902     | 820       | 台風11号・12号・13号   |
| 1988 |           | 2,414     | 1,060     |                        |
| 1987 |           | 2,579     | 1,593     |                        |
| 1986 |           | 1,279     | 421       |                        |
| 1985 |           | 1,179     | 373       |                        |
| 1984 |           | 530       | 167       |                        |
| 1983 |           | 358       | 120       |                        |
| 1982 |           | 319       | 175       |                        |
| 1981 |           | 234       | 23        | 五六豪雪               |
| 1980 |           | 450       | 219       |                        |
| 1979 |           | 661       | 513       |                        |
| 1978 |           | 688       | 499       |                        |
| 1977 | -         | -         | -         | 昭和52年豪雪           |
| 1976 |           | 838       | 635       |                        |
| 1975 | -         | -         | -         | OPP問題                |
| 1974 |           | 573       | 351       |                        |
| 1973 | -         | -         | -         |                        |
| 1972 |           | 449       | 285       | 昭和47年台風第9号      |
| 1971 | -         | -         | -         |                        |
| 1970 |           | 452       | 250       | 昭和45年台風第10号     |
| 1969 | -         | -         | -         |                        |
| 1968 |           | 732       | 406       |                        |
| 1967 | -         | -         | -         |                        |
| 1966 |           | 883       | 500       |                        |
| 1965 | -         | -         | -         |                        |
| 1964 |           | 841       | 521       | 輸入自由化             |
| 1963 |           | 1,197     | 868       |                        |

## 加工品
レモン増産体制に入った1990年代から個別に加工品目について練られていた。2012年県の観光PRおしい！広島県キャンペーンの際には広島レモンの知名度アップに「ハート型レモン」や「レモン鍋」が広告塔として活用された。こうしたアピールの中でサッポロホールディングス・カゴメ・アヲハタなどの民間企業とレモン利用協定を結び、更にひろしま菓子博2013開催で更に企業にも認知度が上がり、加工品目も増えている。2014年には塩レモンブームが起こり、それに関連した加工品も出ている。
以下2017年現在流通している品目例を列挙する。
| - 瀬戸内ブランド認定商品 - 瀬戸内レモンヨーグルト - すぐ漬けサラダレモン - やわらかフライ（瀬戸内レモン） - おいしいレモンオ・レ ～瀬戸内レモン仕立て～ - 瀬戸内レモンのこだわりプリン3P - フルティシエちょっと贅沢瀬戸内レモン アロエ入りレモン果汁仕立て - レモニオンソース - 130gいか揚せん うまいれもん味 - レモンケーキ～瀬戸内レモンジュレ～ - 瀬戸内塩レモンスムージー - 瀬戸内レモンタルト - 六甲山麓シュークリーム 瀬戸内レモン - ザ・広島ブランド広島市認定特産品 - レモスコ - 広島レモンサイダー - 淡雪花 | - 県運営アンテナショップ広島ブランドショップ TAUで取り扱う品目 - 菓子 - 瀬戸田レモンケーキ 島ごころ - ジェラート - レモンのど飴 - がじゅり！レモンピール - 瀬戸田レモン焼きドーナツ - 食料品 - レモンジンジャー - 瀬戸田レモン - 瀬戸内名産 レモン果汁 - 調味料 - レモンの泉 - 旨塩ぽん酢 - レモスコ、レモスコレッド - 清涼飲料 - 瀬戸内レモンラムネ - レモンC - ごっきゅん！ - ふるさとレモン |